# Hornické muzeum Zbůch
Hornické muzeum Zbůch se nalézá v obci Zbůch v okrese Plzeň-sever v Plzeňském kraji. Expozice je umístěna v prostoru bývalé ústředny u vstupu do areálu ZUD a.s. (bývalý důl Obránců míru) a zabývá se historií dobývání černého uhlí v plzeňské a radnické pánvi. Muzeum provozuje Hornicko historický spolek Západočeských uhelných dolů.

## Popis
Muzeum bylo otevřeno 28. září 2019. V muzeu je chronologicky zpracovaná historie hornictví v plzeňské pánvi a Západočeské uhelné společnosti. Expozice obsahuje různé nástroje a náčiní pro práci v dole, ochranné pomůcky, měřicí přístroje a lampy. K vidění jsou staré písemné dokumenty a fotografie. V expozici se promítají dokumentární filmy a videa. Součástí je také řada artefaktů, které připomínají život horníků na šachtách.
Venkovní expozice, která byla otevřena v roce 2021, představuje hornickou štolu a maketu těžní věže.